# Dret de propietat
El Dret de propietat és el dret de gaudir i disposar d'una cosa, sense més limitacions que les establertes en les lleis.

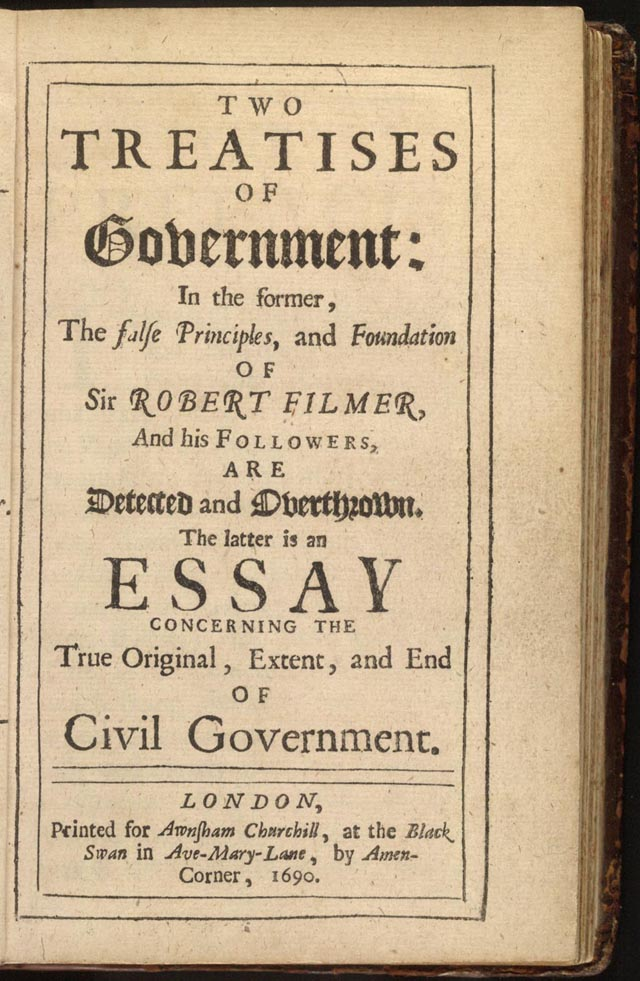
«Segon assaig sobre el govern civil», de John Locke. Edició de 1690.

La Constitució Espanyola reconeix el dret a la propietat privada i recull la funció social en els següents termes:
- Article 33:
- «Es reconeix el dret a la propietat privada i a l’herència.»
- «La funció social d'aquests drets en delimitarà el contingut, d'acord amb les lleis.»
- «Ningú no podrà ser privat dels seus béns i drets sinó per causa justificada d'utilitat pública o interès social, mitjançant la compensació corresponent i d’acord amb les disposicions de les lleis.»

El dret de propietat és que permet a una persona gaudir i disposar d'un bé, ja sigui moble, immoble o intangible, sense més limitacions que les establertes per la llei, incloent la possibilitat de transmissió, intercanvi i protecció legal contra qualsevol violació o usurpació. Aquest dret és fonamental en la regulació de la propietat privada i es considera un dels drets més importants dins del sistema jurídic.
El dret de propietat és el més important dels drets que radiquen en els bens, ja que és l'àmbit que regula i estudia les diferents formes de propietat dels béns immobles (p. ex: solars i edificis), dels béns mobles (p. ex: quadres, vehicles, roba, aixovar, llibres, etc) i dels bens intangibles com és el cas de la propietat intelectual i la propietat industrial; ja que la resta de drets deriven d'aquest i, en l'esfera jurídica, es presenten com a modificacions, restriccions o limitacions a l'exercici de les facultats de la propietat.

### El concepte modern del dret de propietat

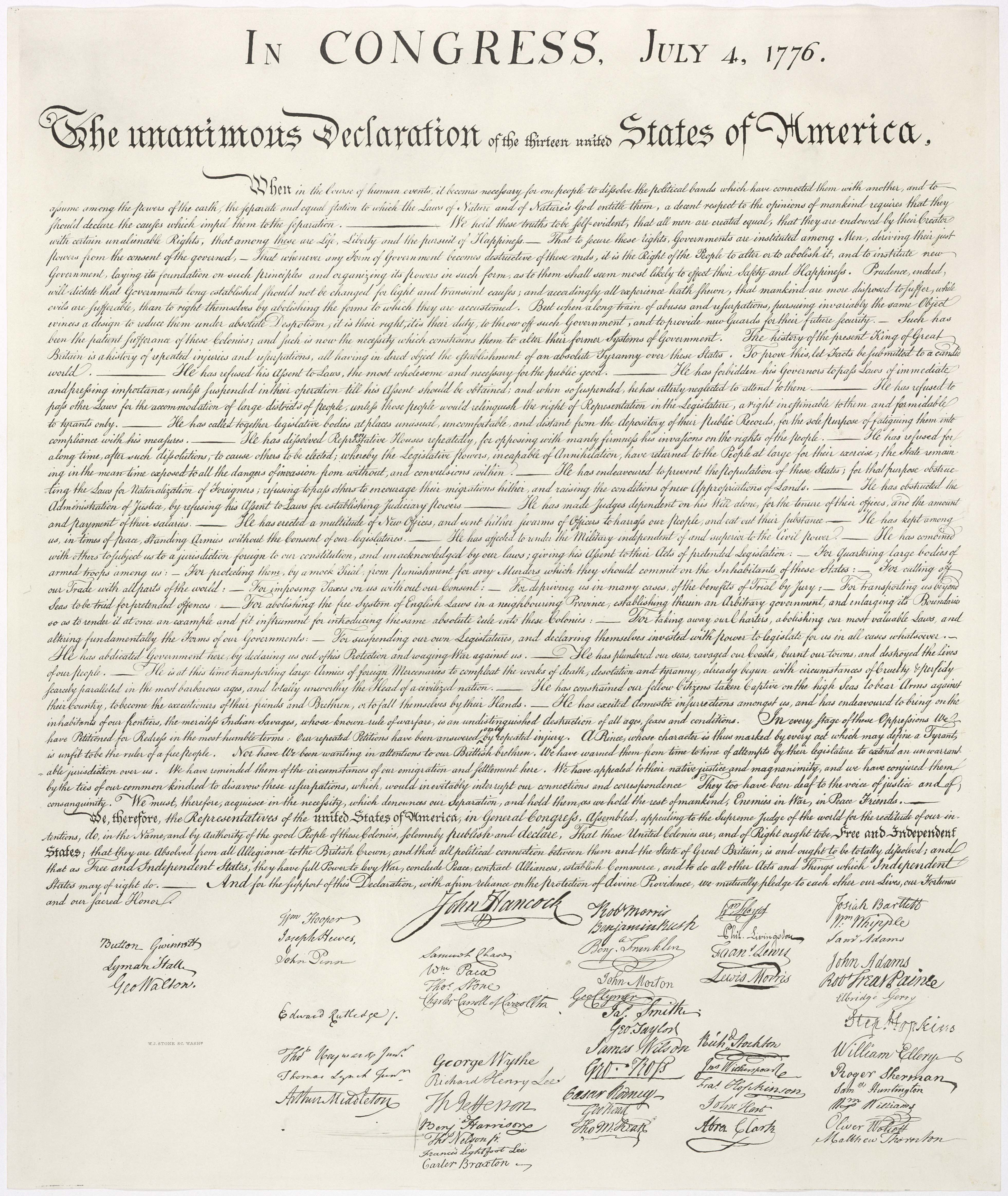
Versión manuscrita de la Declaración de Independencia de los Estados Unidos.

El concepte modern del dret de propietat deriva de les tesis del filòsof empirista anglès John Locke, el qual postulà que la propietat és un dret anterior al consentiment dels homes. Aquesta tesi fou incorporada a la Declaració d'Independència dels Estats Units d'Amèrica, a la Declaració dels Drets de l'Home i del Ciutadà i a la Declaració Universal de Drets Humans de les Nacions Unides, en el seu article 17.
Anteriorment a les tesis de Locke, la filosofia escolàstica postulava que per «dret natural», la propietat privada no té raó de ser. Pel mateix «dret natural» tot el que hi ha al món és de l'ús de tots els homes. Així tenim que Tomàs d'Aquino considera que la propietat fou establerta per convenció entre els homes, incorporada als costums i al dret positiu, per consegüent s'ha d'entendre bona mentre no es converteixi en abús.
Les tesis de John Locke estan lluny de l'abús que admetien els tractadistes del Renaixement com el famós «Ius utendi et abutendi» (dret d'usar i consumir alguna cosa), els quals interpretaren erròniament el terme «abuti» com abusar quan la interpretació correcta és consumir.
Friedrich Engels en el libre «L'origen de la família, la propietat privada i l'estat» explora el desenvolupament de la família, la propietat privada i l'estat des de les societats primitives fins a la civilització grecoromana.
Engels sosté que la família, la propietat privada i l’estat no són institucions naturals, sinó construccions socials que han anat canviant al llarg de la història. Un dels punts clau és l’anàlisi de la família patriarcal com a resultat de la consolidació de la propietat privada i la necessitat de transmetre-la als descendents. Engels denuncia com aquesta estructura familiar reforça la subordinació de la dona i la seva exclusió de l’esfera productiva i política.
La controvèrsia sobre si el dret de propietat deriva del dret natural o no, encara està força viva, com ho mostra l'abstenció dels països socialistes en la votació de la Declaració Universal dels Drets Humans de les Nacions Unides del 10 de desembre de 1948, així com diverses publicacions filosòfiques o polítiques de pensament marxista.

### Evolució històrica del Dret de Propietat.
El concepte de propietat ha evolucionat des dels codis antics fins a les limitacions actuals per raons socials o mediambientals. Les figures clau reflecteixen els canvis filosòfics, econòmics i polítics de cada era.
L'evolució històrica del Dret de Propietat és un tema complex, amb arrels profundes que es remunten a les primeres civilitzacions i fins el Segle XXI,  tot reflectint les transformacions socials, econòmiques i polítiques de cada època. A continuació un resum de la seva evolució en les diferents etapes històriques.

#### 1.Prehistòria

##### Paleolític
Els grups humans eren principalment nòmades, depenien de la caça i la recol·lecció per sobreviure; compartien eines, aliments i espais de refugi, ja que la supervivència depenia de la cooperació. La propietat era col·lectiva i es basava en l'ús immediat: qui feia servir una eina o ocupava un territori per caçar o recol·lectar, el considerava seu mentre el necessitava. No hi havia un sistema formal de propietat, sinó una mena de dret d’ús.

##### Neolític
Amb la transició cap a una vida sedentària, les comunitats es van establir en poblats permanents, cosa que va afavorir el desenvolupament de l'agricultura i la ramaderia i va portar a la necessitat de definir alguna forma de possessió de la terra, els animals i les eines de treball.
- L'organització social es va tornar progresivament més complexa, amb el temps van aparèixer jerarquies socials basades en el control dels recursos (p. ex. l'obsidiana), l'especialització del treball com la ceràmica, la metalúrgia del coure etc.
- Les primeres estructures arquitectòniques permanents, eren cases rodones o rectangulars en torn d'un pati, construïdes amb maons de fang. Els primers temples (Temple de Jericó) i monuments megalítics: dolmens, menhirs, talaiots, etc. són del periode Neolític.

#### 2. Món antic (Mesopotàmia, Egipte, Grècia, Roma)
Al món antic era corrent l’esclavitud.

##### Mesopotàmia
Codi d'Hammurabi (s. XVIII aC): reconeixia la propietat privada i establia normes per a la seva transmissió i protecció.

##### Egipte
El Faraó era el propietari suprem de totes les terres i podia concedir-les a temples, nobles o funcionaris els quals les podien vendre a altres individus que les podien adquirir i posseïr tant les cases com els objectes personals, i tenien el dret de transmetre'ls als seus descendents. Tot i que no s'ha trobat un codi legal egipci com el de Hammurabi, es creu que existien normes per regular la propietat i les transaccions.

##### Grècia Antiga
La propietat estava lligada a la ciutadania (excloïa esclaus i les dones)

###### Plató

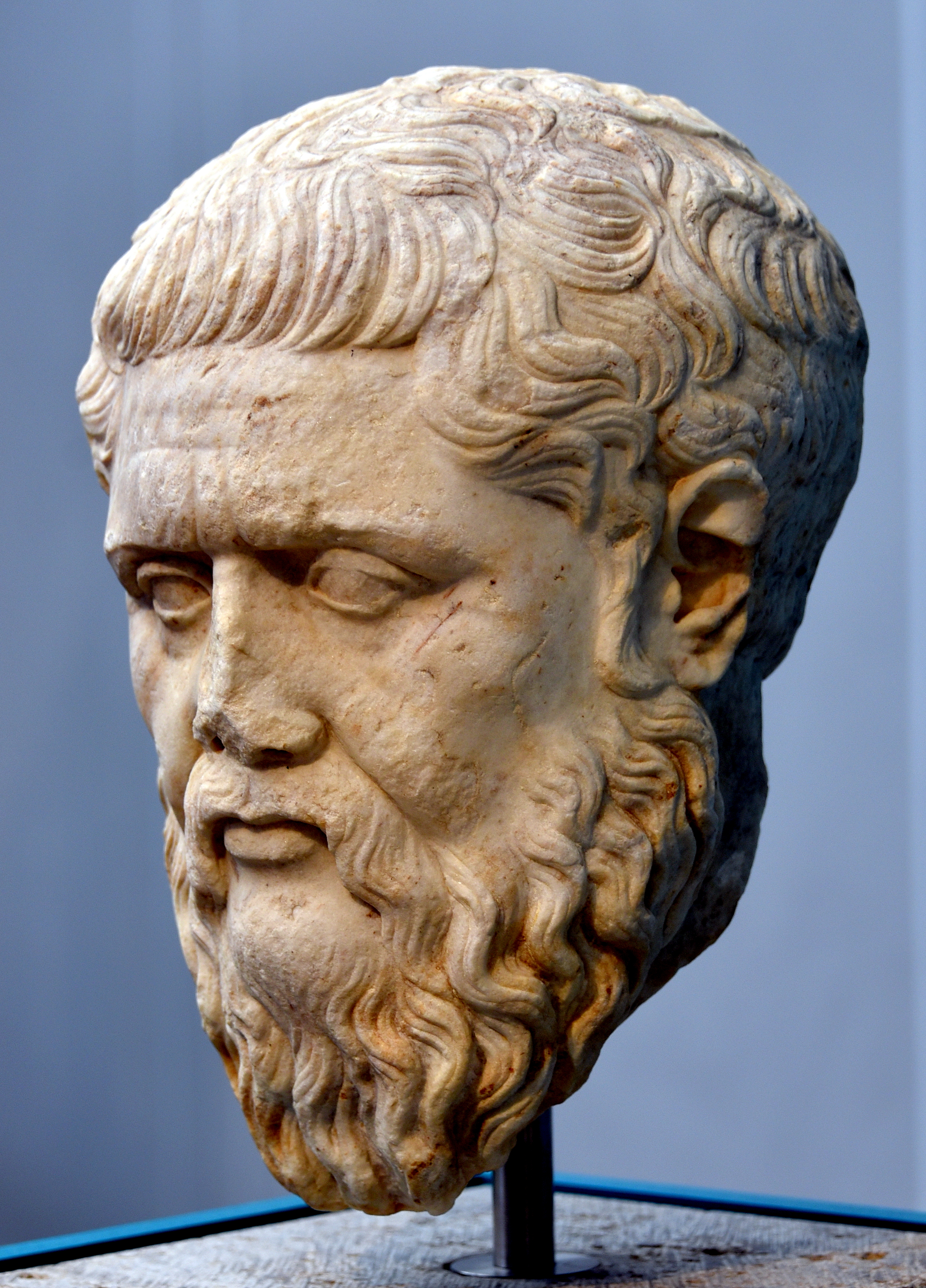
Bust de marbre del filòsof grec Plató. Còpia romana (segle I) d'un original (350-340 aC). Altes Museum, Berlín

Plató (427 aC - 347 aC) defensava una societat ideal basada en la justícia col·lectiva i considerava que la propietat privada podia ser una font de corrupció i desigualtat. En la seva obra «La República», proposava que la classe governant (els guardians) no tingués propietats ni riquesa personal, ja que això els permetria centrar-se en el bé comú sense ser influenciats per interessos materials. Creia que la propietat col·lectiva ajudaria a mantenir l'harmonia social.

###### Aristòtil
Aristòtil (384 aC - 322 aC), valorava la realitat pràctica i la importància de la iniciativa individual; defensava la propietat privada com un element fonamental per a la societat. En la seva obra «Política», argumentava que la propietat privada incentivava la responsabilitat i la gestió eficient dels recursos. També creia que la propietat permetia la generositat, ja que les persones podien compartir els seus béns voluntàriament.

###### Sòlon
Sòlon (638–558 aC), fou un dels grans legisladors d'Atenes, va introduir reformes fonamentals en el dret de propietat privada al segle VI aC. La seva principal aportació va ser la «seisàcteia», una mesura que abolí les hipoteques sobre terres i cancel·là els deutes dels ciutadans endeutats, alliberant molts camperols de la servitud per deutes. A més, va establir un sistema legal que permetia una distribució més equitativa de la propietat, evitant que l'aristocràcia concentrés totes les terres. Això va afavorir una societat més equilibrada i va donar més oportunitats als ciutadans lliures per prosperar econòmicament.

##### Roma
En les etapes més antigues del dret romà, la figura del «pater familias» era central, ja que exercia un poder extens sobre els béns familiars, tot i que la noció de propietat individual, tal com la coneixem avui, era menys definida.

###### El Dret Romà
El dret de propietat a Roma va experimentar una evolució significativa en les diferents etapes històriques (Monarquia, República, Imperi). La propietat estava vinculada a les estructures familiars i gentilícies, «ius Quiritium» amb una concepció individualista i patrimonial de la propietat («dominium ex iure Quiritium»), caracteritzada per ser absoluta, exclusiva i perpètua, tot i que amb limitacions legals com les que distingien diverses entre la propietat o la possessió; així com diverses maneres d'adquirir-la (mancipatio, traditio, usucapio).
El «Corpus Iuris Civilis» de Justinià (s. VI) va sistematitzar aquests principis que reconeixen les facultats de usar (usus), gaudir (fructus) i disposar (abusus). La propietat privada es considera sagrada (dominium ex iure Quiritium).

###### Ciceró

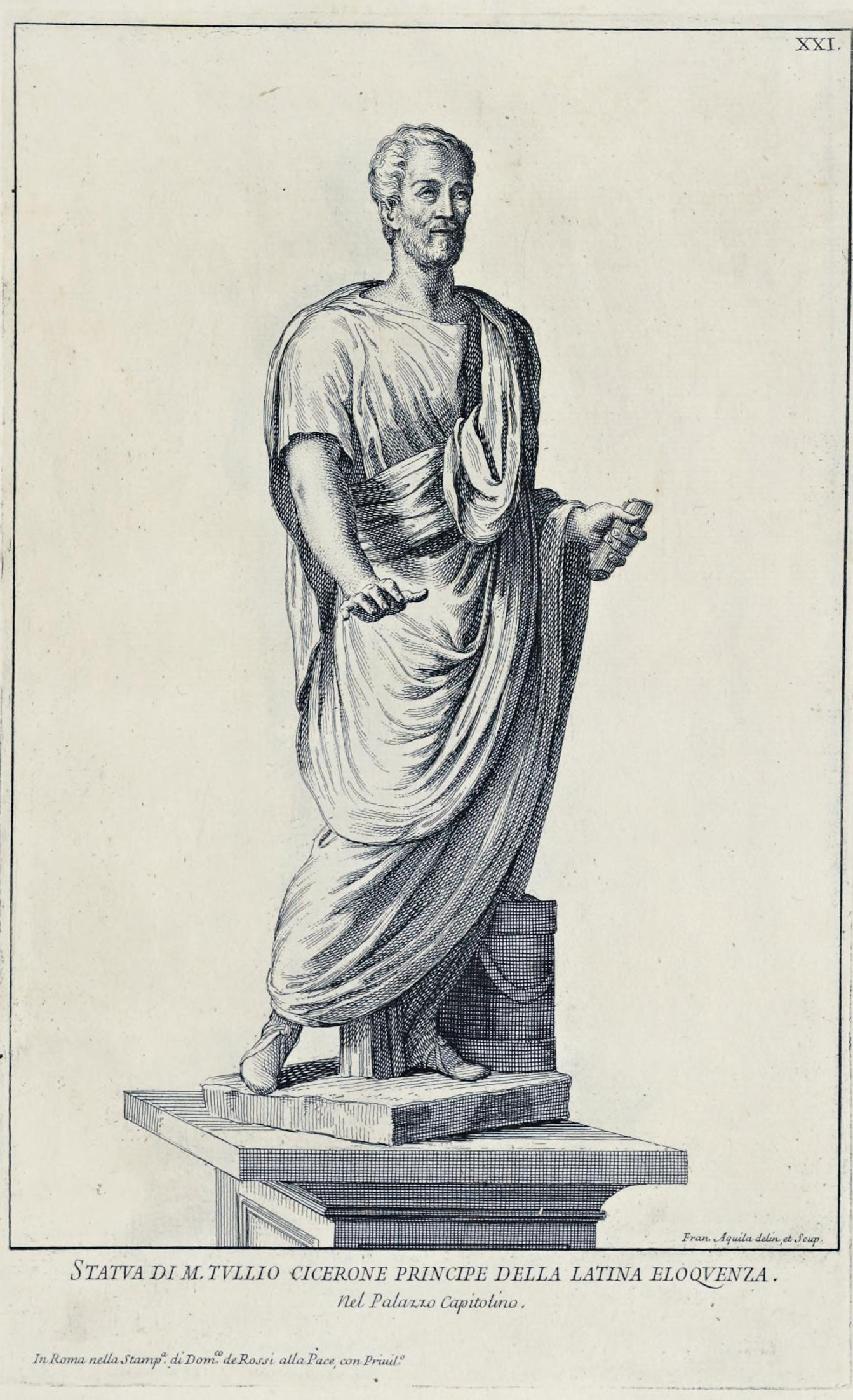
Estàtua de M. Tullio Ciceró Príncep de la «Latina Eloquenza» en una incisió de Francesco Faraone Aquila.

Ciceró (106–43 aC), en la seva obra «De Officiis» (Sobre els deures), defensà la propietat com a dret natural en el marc del dret romà i l’ordre de la República:
«Est enim lex nihil aliud nisi recta et a numine deorum tracta ratio, imperans honesta, prohibens contraria.»

(La llei no és altra cosa que una recta raó, derivada de la divinitat, que mana el que és just i prohibeix el contrari.)
«Suum cuique tribuere.» (Donar a cadascú el que li pertoca.)
Aquesta màxima jurídica de Ciceró va esdevenir un principi fonamental del dret romà i del dret occidental. Inclou el respecte a la propietat com a base de la justícia.
Ciceró veu la llei (i per extensió la propietat) com una emanació del dret natural. Considera que els drets com el de propietat han d’estar en harmonia amb la raó i la moral universal. També defensa la inviolabilitat de la propietat com un dret fonamental del ciutadà romà.	

#### 3.Dret de Propietat durant l'Alta Edat Mitjana a Europa
A l'Alta Edat Mitjana a Europa, la terra era la base de la riquesa i el poder. La propietat era jeràrquica: el rei concedia terres als nobles, que les cedien als vassalls, mentre els pagesos les treballaven en règim de servitud.

##### Sistema feudal
El rei o els grans senyors concedien feus (terres) a vassalls a canvi de serveis i fidelitat. Aquests vassalls tenien un domini útil sobre la terra, mentre que el senyor conservava el domini directe. Existien també terres alodials, de plena propietat sense càrregues feudals. El dret de propietat estava, per tant, fragmentat i subjecte a múltiples obligacions i relacions de dependència.

###### Carlemany
Carlemany (742–814) fou Emperador del Sacre Imperi. Va estructurar el sistema feudal i va regular la distribució de terres com a forma de poder i fidelitat

###### Dret germànic
Els pobles germànics van aportar la noció de "béns propis" (allò que pertany plenament a una persona), en contraposició als béns tinguts sota relació senyorial. Aquesta concepció va influir en el desenvolupament del dret de propietat a l'Alta Edat Mitjana a la península Ibèrica.
Propietat col·lectiva: Les «terres comunals» eren utilitzades per les comunitats rurals.
Drets consuetudinaris: Les normes locals regulaven l’ús de la terra, amb influència del Dret Romà i els costums germànics.

###### Usatges de Barcelona

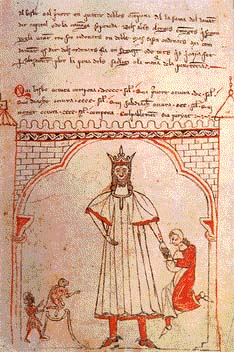
Miniatura que representa Ramon Berenguer I de Barcelona (v. 1023 - 1076), rebent l’homenatge d’un vassall, un acte que s’expressa amb les mans entrellaçades.

Els Usatges de Barcelona constitueixen un text legal català que recull costums feudals i drets de propietat. (s. XI–XII, compilats s. XIII)
- Us. 64 : Sobre la inviolabilitat del feud. Protegia el vassall contra confiscacions arbitràries.: «Nengú senyor no pot pendre ni alienar lo feu del seu vassall sens just judici.»
- Us. 114 : Dret de «fadiga» o aprofitament de terres ermes. Similar a la «usucapió» romana, adaptada al món feudal: «Si algú conrea terra erma i ningú no la reclama dins un any i un dia, aquella terra serà seva per dret de fadiga.»

- Us. 28 : Sobre herències. Reflecteix la primacia de l'hereu en la propietat agraria: «El fill hereu ha de rebre la casa pairal, i els altres fills seran compensats amb béns mobles.»

#### 4. Dret de Propietat durant la Baixa Edat Mitjana a Europa.

##### La propietat en la filosofía Escolàstica
La filosofia escolàstica postulava que per «dret natural», la propietat privada no té raó de ser. Pel mateix «dret natural» tot el que hi ha al món és de l'ús de tots els homes. Així tenim que Tomàs d'Aquino considera que la propietat fou establerta per convenció entre els homes, incorporada als costums i al dret positiu, per consegüent s'ha d'entendre bona mentre no es converteixi en abús.

###### Tomàs d’Aquino

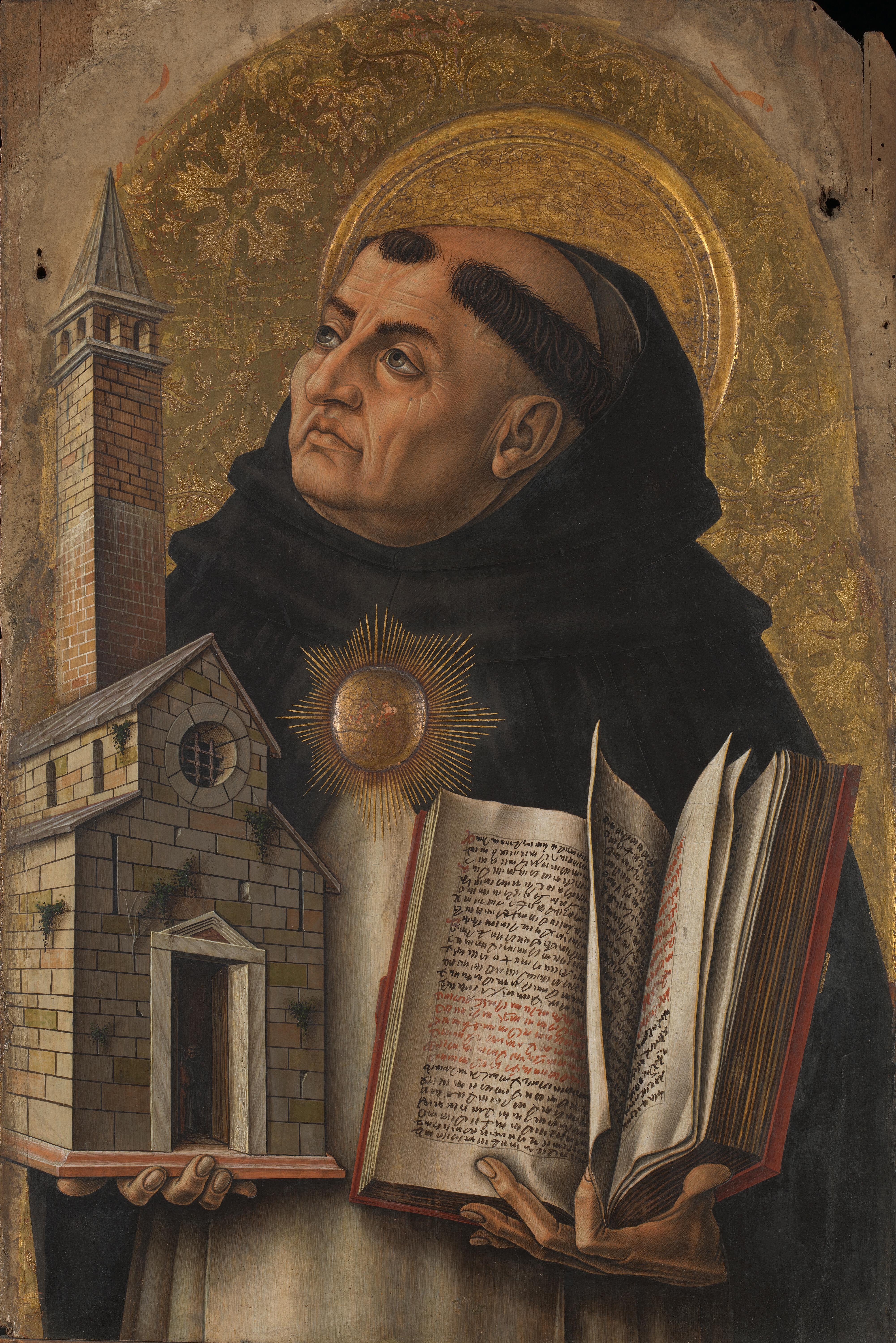
Sant Thomas Aquino va intentar reconciliar la filosofia aristotèlica amb la teologia.

Tomàs d’Aquino (1225–1274) fou un teòleg i filòsof cristià que justificà la propietat privada no com un dret natural sino com un mitjà i dret legitim per a l’ordre social, sempre subordinat al bé comú. Va intentar reconciliar la filosofia aristotèlica amb la teologia. Tomàs d'Aquino va utilitzar tant la raó com la fe en l'estudi de la metafísica, la filosofia moral i la religió. Si bé acceptava l’existència de Déu sobre la fe, va oferir cinc proves de l’existència de Déu per donar suport a aquesta creença.
En la seva obra «Summa Theologica» argumentava que la propietat privada no anul·lava el deure moral de compartir amb els qui ho necessiten. Així, si una persona té més del que necessita i altres pateixen pobresa extrema, el dret de propietat no hauria de ser un obstacle per a la distribució equitativa dels recursos.

Aquest pensament va influir profundament en la Doctrina Social de l'Església, que posteriorment reafirmaria la importància de la propietat privada, però sempre amb una funció social.
«Secundum naturalem rationem, omnia sunt communia, id est, communicanda.» Segons la raó natural, totes les coses són comunes, és a dir, per ser compartides.
Tomàs reconeix que, per naturalesa, els béns són comuns, però justifica la propietat privada com a derivada de la llei humana, per raons de convivència i eficiència.
«Usus autem rerum exteriorum est communicabilis, et ideo quantum ad hoc debet homo exteriora bona communicare in necessitate aliorum.» 

L’ús dels béns exteriors és comunicable, i per això l’home ha de compartir-los quan altres ho necessiten.
Això expressa el principi que la propietat ha de complir una funció social, i que, en cas de necessitat extrema, els béns poden ser usats per altres sense que això sigui robatori.

###### Bartolo de Sassoferrato
Bartolo de Sassoferrato  (1313–1357): va ser un dels juristes més influents de la Baixa Edat Mitjana, i la seva aportació al dret de propietat va ser fonamental per al desenvolupament del dret privat comú:
- Interpretació del dret romà: Va escriure comentaris sobre el «Corpus Iuris Civilis», ajudant a adaptar les normes romanes a la realitat medieval.
- Teoria de la propietat: Va defensar la propietat privada com un dret legítim, però també va establir límits per evitar abusos i garantir la justícia.
- Conflictes de lleis: Va desenvolupar conceptes per resoldre disputes sobre propietat entre diferents ciutats-estat italianes, que tenien legislacions pròpies.
- Influència duradora: Els seus escrits van ser tan respectats que, en alguns països, les seves interpretacions van adquirir força de llei.

La seva obra va marcar un abans i un després en la manera com es concebia la propietat i el dret en l'Europa medieval.

###### Siete Partidas d'Alfons el Savi (1265, Castella)

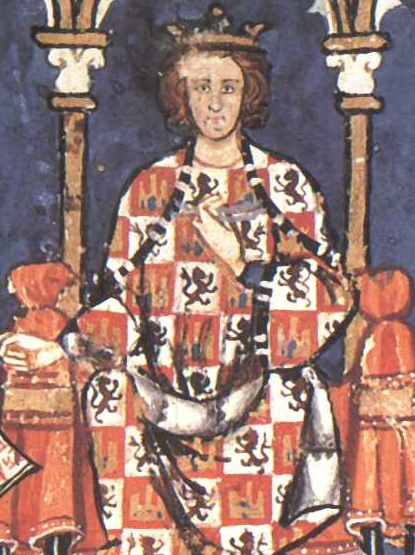
Alfonso X el Sabio

Codi legal medieval que influí en tot el dret hispànic. 
- Partida II, Títol XV, Llei 1 (Definició de propietat) Reconeix el dret de propietat, però subordinat al «fur» (lleis locals) i al bé comú:

«Propietat es cosa que home ha en seu poder, con guisada e con razón, para facer della lo que quisiere, segunt fuero e segunt derecho.
- Partida II, Títol XVIII, Llei 3 (Sobre l'usucapió) Requereix «bona fe», «just títol» i temps (10–30 anys segons el cas):

«Si algú posseeix cosa mueble o raíz con buena fe e con justo título, por cierto tiempo, puede ganarla por usucapión.»
- Partida III, Títol XXVIII, Llei 8 (Límits a la propietat) Prohibeix l'ús abusiu de la propietat (com contaminar rius o destruir límits):

«Ninguno no puede facer en su heredad cosa que dañe a la del su vecino.»  

#### 5. Dret de Propietat a l'Edat Moderna.

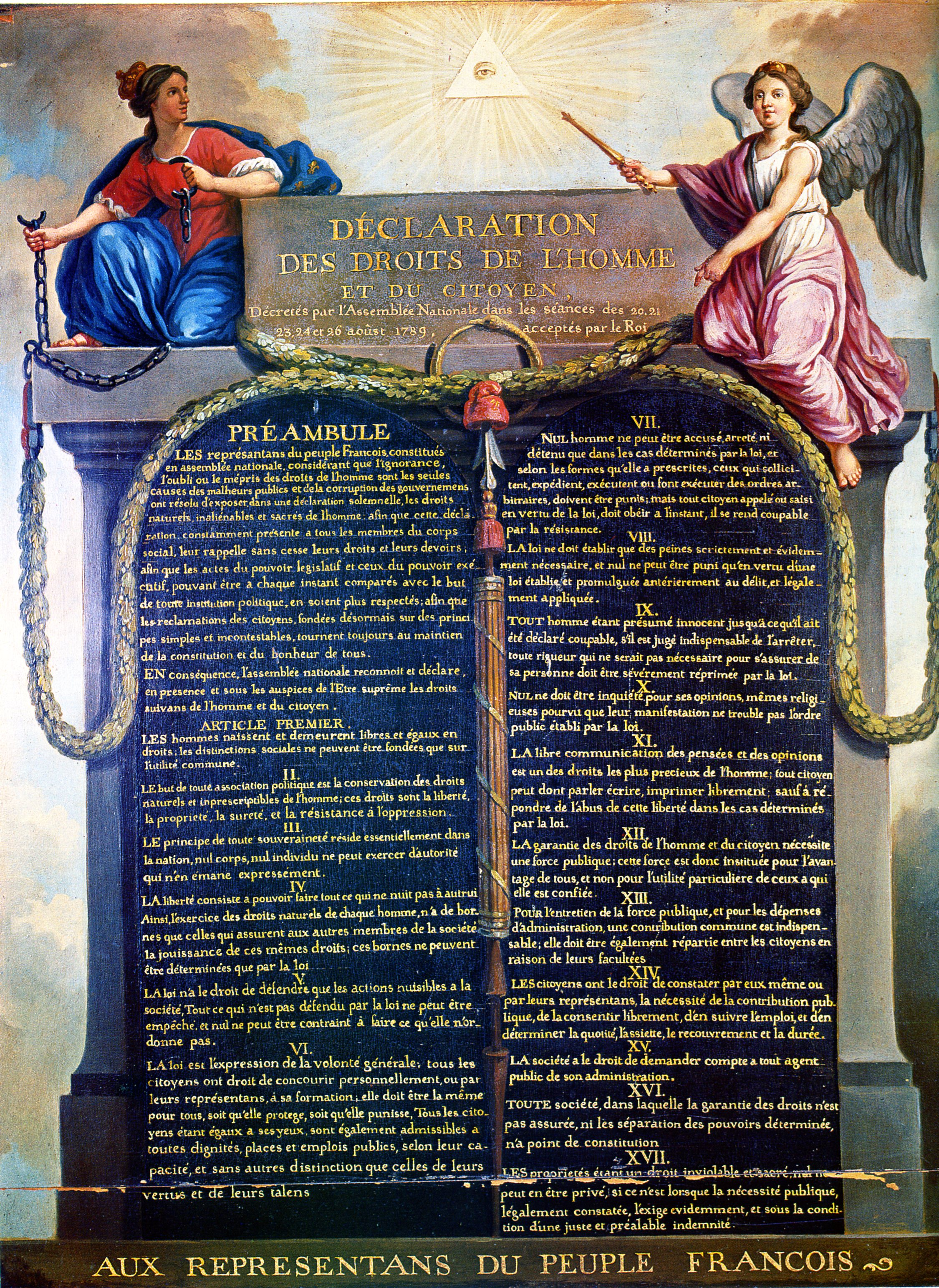
Declaració dels drets de l'home i del ciutadà

Amb la crisi del sistema feudal i l'enfortiment de les monarquies, es va produir una progressiva consolidació de la noció de propietat individual i plena. El liberalisme Il·lustrat va defensar la propietat com un dret natural i essencial de l’individu.
Figures com Hugo Grotius, John Locke i Samuel Pufendorf van desenvolupar teories sobre els drets naturals, incloent-hi el dret de propietat com un dret inherent a l'individu, anterior a la societat i a l'Estat. La teoria de Locke, en particular, que vincula la propietat amb el treball, va ser molt influent.

##### El liberalisme il·lustrat
El Liberalisme Il·lustrat és un corrent filosòfic, polític i econòmic que sorgeix i es desenvolupa durant el segle XVIII, conegut com el «Segle de les Llums» o la Il·lustració. És una de les principals conseqüències del pensament il·lustrat i representa un trencament fonamental amb les idees de l'Antic Règim (monarquia absoluta, societat estamental, economia mercantilista).
Els seus principis fonamentals inclouen:
- Drets Naturals Inalienables: Creença en drets inherents a tots els humans (vida, llibertat, propietat).
- Contracte Social: El govern legítim sorgeix d'un acord entre els individus per protegir aquests drets.
- Divisió de Poders: Separació dels poders legislatiu, executiu i judicial per evitar la tirania (Montesquieu).
- Estat de Dret i Constitucionalisme: El govern està subjecte a la llei i regulat per una Constitució.
- Liberalisme Econòmic: Defensa la no-intervenció estatal en l'economia, la propietat privada i el lliure mercat (Adam Smith).
- Tolerància: Especialment religiosa i de pensament.

Aquesta ideologia va ser el motor de la Revolució Americana i la Revolució Francesa, assentant les bases dels sistemes democràtics i capitalistes moderns.

###### Hugo Grotius
Hugo Grotius (1583-1645) és considerat un dels fundadors del dret internacional modern, va abordar la propietat des d'una perspectiva del dret natural i de la societat. Les seves idees sobre el dret natural i la necessitat de lleis racionals que regulin les relacions entre estats i individus van ser fonamentals. Tot i que va viure abans de la Il·lustració plena, les seves teories van establir les bases per a la idea d'un ordre legal basat en la raó i no només en la voluntat divina o la força, cosa que seria crucial per al pensament liberal.
- Sobre l'origen de la propietat: Tot i que no va deixar una cita concisa i famosa sobre l'origen de la propietat, Grotius argumentava que originalment els béns eren comuns. La propietat privada va sorgir per un acord o convenció humana, per evitar conflictes i assegurar l'ús pacífic dels recursos. Aquesta idea es reflecteix en la seva obra principal, «De iure belli ac pacis» (Del dret de la guerra i de la pau).

«Dominium ex instituto humano ortum est.»

La propietat sorgeix d’una institució humana
- Importància del pacte: el dret de propietat, un cop establert per acord, havia de ser respectat en virtut del principi de compliment dels pactes («pacta sunt servanda»), un concepte fonamental en la seva filosofia del dret.

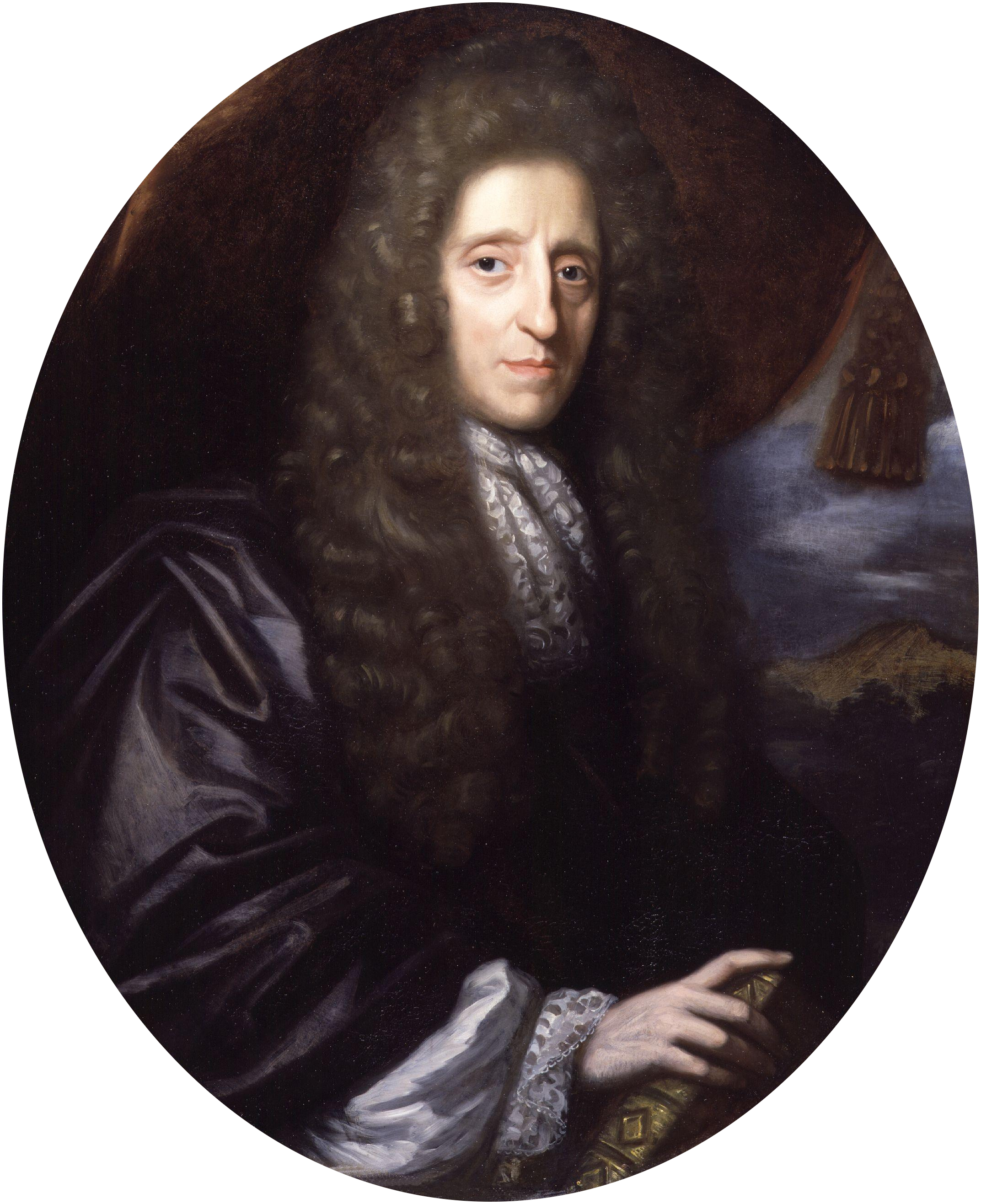
Retrat de John Locke de Herman Verelst

###### John Locke
John Locke (1632-1704) és, sens dubte, una de les figures més influents del liberalisme il·lustrat. Les seves teories sobre els drets naturals (vida, llibertat i propietat), el govern limitat, el consentiment dels governats i la separació de poders van ser pilars fonamentals. La seva concepció del contracte social, on els individus cedeixen alguns dels seus drets a un govern per protegir millor els seus drets naturals, és central per a la filosofia liberal.

Per Locke, la propietat s’origina en el treball: quan una persona treballa la natura, converteix part d’aquesta en una extensió del seu jo. Així, la propietat no deriva d’un contracte, sinó d’un dret natural vinculat a la llibertat individual.
«Encara que la terra i totes les criatures inferiors siguin comunes a tots els homes, cada home té una propietat en la seva pròpia persona. Aquesta ningú no té dret sinó ell mateix. El treball del seu cos i l'obra de les seves mans, podem dir que són pròpiament seus. Qualsevol cosa que tregui de l'estat en què la natura la va deixar i la hi barregi amb el seu treball, i hi afegeixi alguna cosa que és seva, per això la converteix en la seva propietat. En treure-la de l'estat comú en què la natura l'havia col·locada, hi ha afegit amb el seu treball alguna cosa que l'exclou del dret comú dels altres homes.».
Tot i defensar la propietat com un dret natural, Locke també hi establia limitacions, com la necessitat de deixar «suficient i igualment bo» per als altres i no acaparar béns que es facin malbé abans de poder ser utilitzats.

###### Samuel Pufendorf
Samuel Pufendorf (1632-1694), influenciat per Grotius, també va ser una figura important en la teoria del dret natural i el dret de gents. Va desenvolupar un sistema de dret natural secular, basat en la raó humana i la sociabilitat, independent de la teologia. Les seves obres van promoure la idea de drets individuals i la importància de la contracte social per a l'establiment d'un govern legítim, conceptes clau per al liberalisme. També fou un important teòric del dret natural, va abordar la propietat des d'una perspectiva que combinava la llei natural i el consentiment humà.
- L'origen de la propietat per convenció: Pufendorf, en la seva obra «De iure naturae et gentium» (Del dret de la natura i de les gents), argumentava que, si bé la natura va proporcionar els recursos en comú, la propietat privada va sorgir per un acord o convenció entre els homes per tal d'evitar la confusió i garantir la pau.
- La propietat com a institució social: Per a Pufendorf, la propietat no era simplement una relació entre una persona i una cosa, sinó una institució social amb obligacions i responsabilitats. La societat civil era necessària per garantir i regular el dret de propietat.

En resum, mentre que Grotius emfatitzava l'acord com a base de la propietat, Locke la vinculava intrínsecament al treball individual, i Pufendorf la veia com una institució social necessària establerta per convenció per al bé comú. Les seves idees van tenir una profunda influència en el desenvolupament del pensament polític i jurídic occidental sobre la propietat.

##### Els il·lustrats
Pensadors com Montesquieu i Rousseau, tot i tenir perspectives diferents sobre la societat i el govern, van influir en la concepció de la propietat dins del marc dels drets individuals i la necessitat de la seva protecció per la llei.

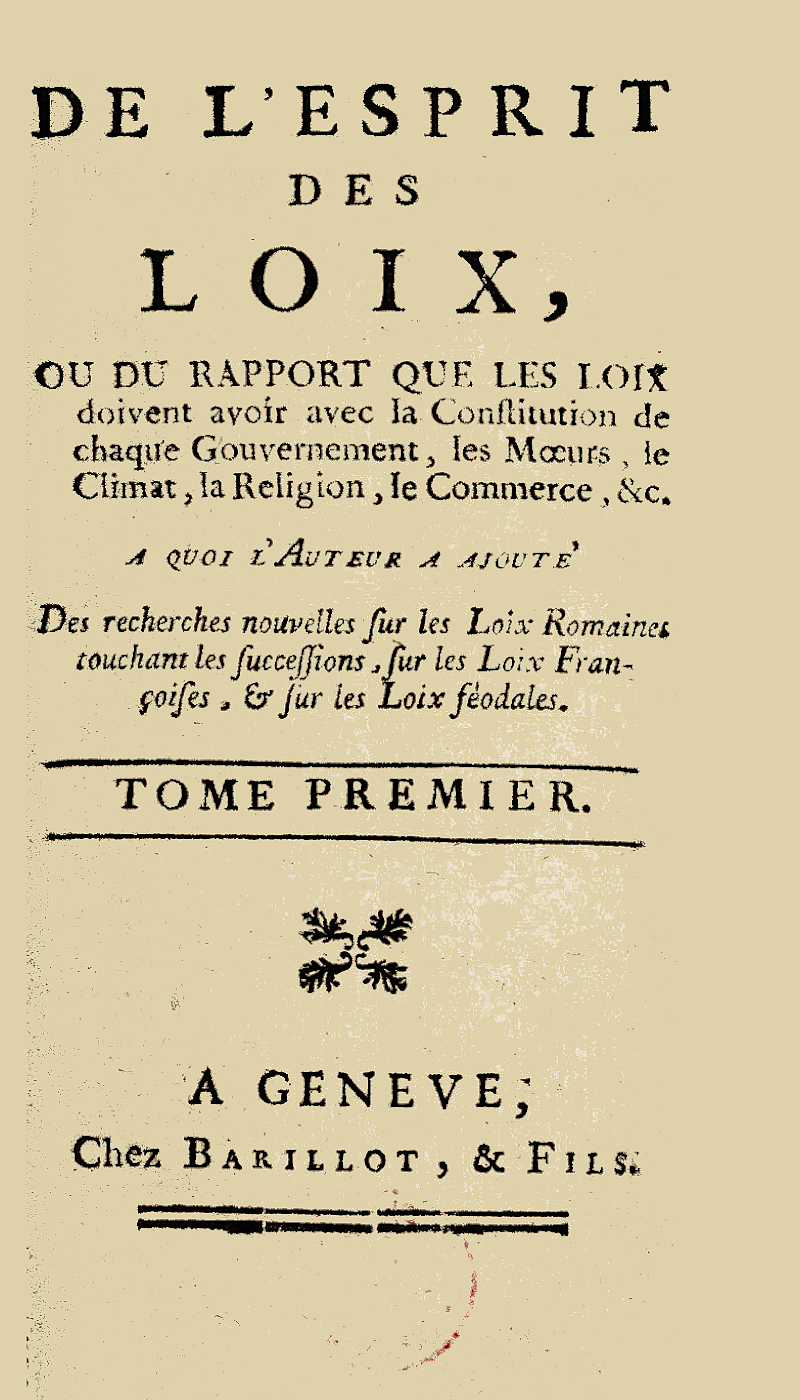
Montesquieu (1689-1755) -de The Spirit of the Loix, Vol.1, Títol, Ginebra, 1748-1750

###### Montesquieu
Montesquieu (1689-1755): en la seva obra magna «L’Esperit de les Lleis», va analitzar la propietat en relació amb les diferents formes de govern i el seu impacte en la llibertat i la societat.
- La propietat i la llibertat: Montesquieu considerava la propietat com un element important per a la llibertat individual, especialment en un govern moderat. Creia que la seguretat de la propietat era fonamental per a la seguretat dels ciutadans.

- Relació amb el tipus de govern: Argumentava que la naturalesa i l'extensió del dret de propietat podien variar segons el tipus de govern. Per exemple, en una democràcia, la propietat havia d'estar més distribuïda per evitar una excessiva desigualtat que pogués corrompre el sistema. En un estat despòtic, la propietat era insegura i depenia de la voluntat del sobirà.
- Importància de les lleis civils: Montesquieu emfatitzava la necessitat de lleis civils clares i estables per protegir la propietat i evitar l'arbitrarietat.

Tot i que no va deixar cites tan concises i memorables sobre la propietat com Locke, la seva anàlisi sobre com la propietat es relaciona amb l'estructura del govern i la llibertat va ser molt influent. La seva obra subratlla la importància de la seguretat de la propietat dins d'un marc legal just.

###### Jean-Jacques Rousseau
Jean-Jacques Rousseau (1712-1778): en les seves obres com el «Discours sur l’origine et les fondements de l’inégalité parmi les hommes»(Discurs sobre l’origen i els fonaments de la desigualtat entre els homes), va tenir una visió més crítica sobre l'origen de la propietat privada i el seu impacte en la societat.
- Crítica de la propietat privada com a font de desigualtat:

«Le premier qui, ayant enclos un terrain, s’avisa de dire ‘Ceci est à moi’, et trouva des gens assez simples pour le croire, fut le vrai fondateur de la société civile.»

El primer que, havent tancat un tros de terra, va tenir la idea de dir: ‘Això és meu’, i va trobar persones prou ingenues per creure’l, va ser el veritable fundador de la societat civil.(Discurs sobre l'origen de la desigualtat, Segona Part)
La cita continua amb :
«Quants crims, guerres, assassinats, quantes misèries i horrors hauria estalviat al gènere humà aquell qui, arrancant les estaques o omplint el fossat, hagués cridat als seus semblants: Guardeu-vos d'escoltar aquest impostor; esteu perduts si oblideu que els fruits són de tots i que la terra no és de ningú!»
Aquesta cita famosa reflecteix la crítica radical de Rousseau a l'apropiació privada de la terra, que considera l'origen de la desigualtat social i molts mals de la humanitat.
- La propietat en el contracte social: En «El contracte social», Rousseau aborda la propietat des d'una perspectiva diferent, dins del marc de la societat civil i la voluntat general. Un cop establerta la societat mitjançant el contracte social, la propietat individual esdevé un dret garantit per la comunitat, però sempre subordinat a la voluntat general i al bé comú.
- Subordinació a la voluntat general: Per a Rousseau, la propietat individual no és un dret absolut i previ a la societat, sinó un dret que sorgeix i es manté dins del marc de la societat civil i sota la supervisió de la voluntat general. La comunitat té el dret de regular i fins i tot expropiar la propietat per raons d'utilitat pública.

##### El Codi Napoleònic

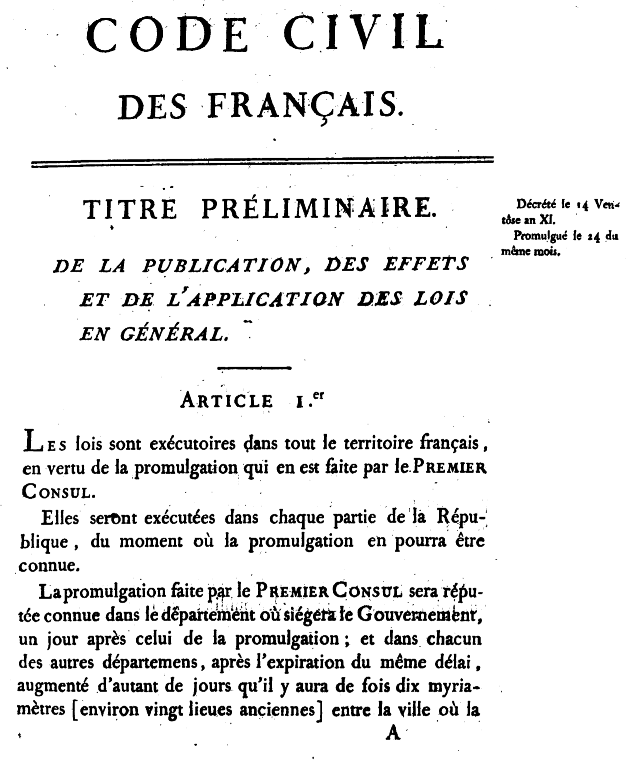
«Code Civil des Français», 1804, édition originale

El Codi Napoleònic, promulgat el 1804 durant el govern de Napoleó Bonaparte, va unificar i sistematitzar el dret civil a França. Va eliminar regulacions feudals i establir principis clau com la igualtat davant la llei, la protecció de la propietat privada, la llibertat contractual i una codificació clara i accessible.
Aquest codi va tenir una gran influència en les legislacions de molts països i segueix sent la base del dret civil francès.

###### Jean-Étienne-Marie Portalis
Jean-Étienne-Marie Portalis (1746-1807) i el Codi Napoleònic
La codificació del dret civil al segle XIX, amb el Codi Napoleònic com a paradigma, va consagrar la propietat privada com un dret absolut, dins dels límits establerts per la llei. Aquesta concepció va influir en les legislacions de molts països.
Portalis va ser un dels quatre juristes encarregats de redactar el projecte de codi civil que, després de diverses revisions i debats, es va convertir en el Codi Napoleònic. El seu discurs preliminar al projecte de codi civil il·lustra la filosofia que va guiar la seva redacció, incloent la concepció de la propietat.
- La propietat com a dret sagrat i inviolable (amb matisos): El Codi Napoleònic, sota la influència de les idees liberals de l'època i la tradició romana, va consagrar la propietat privada com un dret fonamental. L'article 544 del Codi, que es va convertir en un article clau i model per a moltes altres codificacions, definia la propietat de la següent manera: "La propietat és el dret de gaudir i disposar de les coses de la manera més absoluta, sempre que no se'n faci un ús prohibit per les lleis o els reglaments.» Aquesta definició subratlla el caràcter absolut del dret de propietat, permetent al propietari usar, gaudir i disposar de la cosa sense limitacions més enllà de les establertes per la llei.
- Influència de la Revolució Francesa: El Codi Napoleònic també reflectia els principis de la Revolució Francesa, inclosa la defensa de la propietat burgesa contra els privilegis feudals i les restriccions senyorials de l'Antic Règim. Es buscava una propietat lliure, individual i sense càrregues feudals.
- Portalis i la funció de la llei: En el seu discurs preliminar, Portalis destacava la importància de la llei per delimitar i protegir els drets, inclòs el de propietat. La clàusula "sempre que no se'n faci un ús prohibit per les lleis o els reglaments" en l'article 544 ja indicava que el dret de propietat, tot i ser considerat absolut, no era il·limitat i podia ser restringit per la legislació en interès general.
- Seguretat jurídica i certesa del dret de propietat: Un dels objectius principals del Codi Napoleònic era establir un sistema legal clar i previsible per garantir la seguretat jurídica, especialment en matèria de propietat. Això era essencial per al desenvolupament del comerç i la consolidació de la societat burgesa.

En resum, Jean-Étienne-Marie Portalis, com a figura clau en la redacció del Codi Napoleònic, va contribuir a establir una concepció del dret de propietat com a dret absolut i individual, dins d'un marc legal que buscava la claredat i la seguretat jurídica. L'article 544 del Codi es va convertir en una expressió concisa i poderosa d'aquesta concepció, influint profundament en el desenvolupament posterior del dret de propietat a molts països. Tot i la seva defensa d'un dret "absolut", la inclusió de les limitacions legals ja anticipava la posterior evolució cap a una visió amb una major consideració de la funció social de la propietat.

#### 5. Els teòrics del socialisme
Karl Marx, Friedrich Engels i Pierre-Joseph Proudhon van ser figures centrals en el desenvolupament del pensament socialista i comunista, i van oferir crítiques radicals a la concepció burgesa de la propietat privada. Les seves idees van tenir un impacte profund en la història i la teoria política.
Van qüestionar la concepció burgesa de la propietat privada i van proposar models alternatius basats en la propietat col·lectiva o la possessió vinculada a l'ús. Proudhon, amb la seva famosa frase «¿Què és la propietat? És robatori!», va ser una figura clau en la crítica radical a la propietat privada.

##### Karl Marx (1818-1883) i Friedrich Engels (1820-1895)

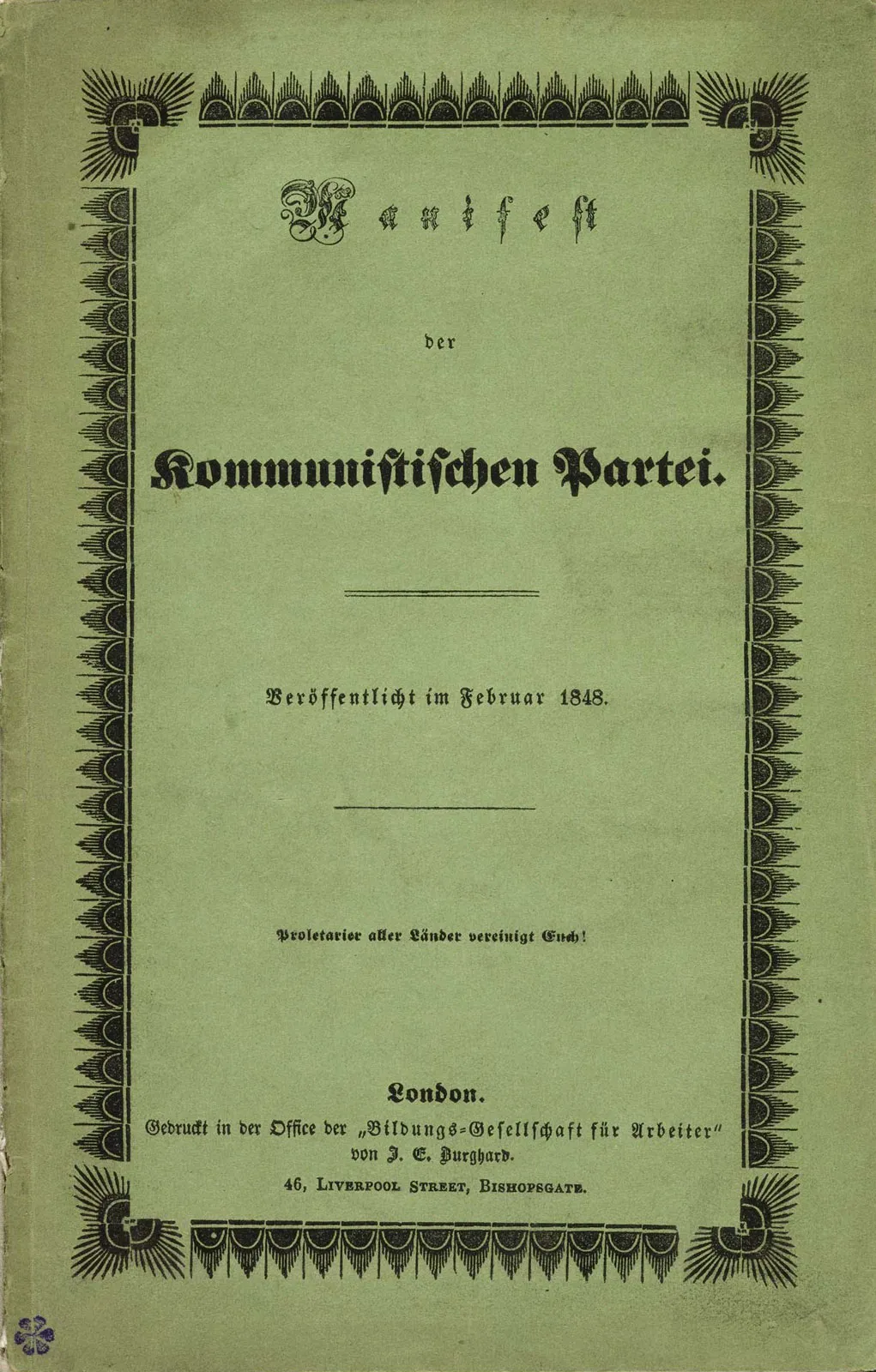
Coberta de la publicació inicial del «Manifest Comunista» el febrer de 1848 a Londres.

Marx i Engels van col·laborar estretament en la formulació de la teoria marxista, que ofereix una crítica exhaustiva del capitalisme i la seva base en la propietat privada dels mitjans de producció.
- Crítica de la propietat privada capitalista: Per a Marx i Engels, la propietat privada en el sistema capitalista no és un dret natural o individual, sinó un producte històric de les relacions de classe i un instrument d'opressió. En el Manifest Comunista (1848), afirmen:

«La característica distintiva del comunisme no és l'abolició de la propietat en general, sinó l'abolició de la propietat burgesa. Però la propietat privada burgesa moderna és l'última i la més completa expressió del sistema de producció i d'apropiació dels productes basat en els antagonismes de classe, en l'explotació de la majoria per una minoria.»

Aquesta cita subratlla la seva distinció entre la propietat personal (dels béns de consum) i la propietat privada dels mitjans de producció (fàbriques, terres, capital), que consideren la base de l'explotació capitalista.
- Abolició de la propietat privada dels mitjans de producció: L'objectiu del comunisme, segons Marx i Engels, és l'abolició d'aquesta propietat privada dels mitjans de producció i la seva socialització, posant-los sota el control col·lectiu dels productors:

««En aquest sentit, la teoria dels comunistes es pot resumir en una sola frase: abolició de la propietat privada.(Manifest Comunista)»

«La propietat privada apareix com el producte, el resultat, el punt de partida del treball i de la apropiació personal.»(El Capital)
- La propietat en la societat comunista: En la societat comunista ideal, la propietat privada dels mitjans de producció seria substituïda per la propietat comuna o social, on els recursos es gestionarien en benefici de tota la societat.

##### Pierre-Joseph Proudhon (1809-1865)
Proudhon va ser un pensador anarquista i socialista que va oferir una crítica contundent de la propietat privada en la seva obra més famosa.
"La propietat és robatori!": Aquesta és la cita més coneguda de Proudhon, extreta de la seva obra «Què és la propietat?» (1840). Amb aquesta afirmació provocadora, Proudhon no es referia a la possessió dels objectes d'ús personal, sinó a l'apropiació sense treball o a la propietat que permet l'explotació del treball aliè i la generació de renda sense esforç.
«Si hagués de respondre a la següent pregunta: Què és l'esclavitud? i ho fes amb una sola paraula: És assassinat, el meu pensament seria entès immediatament. No necessitaria llargs discursos per mostrar que privar un home del pensament, de la voluntat, de la personalitat, és un dret de vida i mort, i fer-lo esclau és assassinar-lo. Per què, doncs, a aquesta altra pregunta: Què és la propietat?, no puc respondre de la mateixa manera: És robatori, sense tenir la certesa de no ser entès, tot i que aquesta segona proposició no és més que la primera transformada?» (Què és la propietat?, Capítol II).
- Distinció entre possessió i propietat: Proudhon distingia entre la "possessió", que considerava legítima i necessària per a l'ús i el treball, i la "propietat", tal com es concebia en el sistema capitalista, que permetia l'explotació i la desigualtat. Defensava una forma de possessió individual o associada basada en l'ús i el treball directe.

- Mutualisme: Proudhon proposava un sistema social basat en el mutualisme, on la propietat seria substituïda per formes d'associació i intercanvi equitatiu entre productors, sense la jerarquia i l'explotació inherents al capitalisme i la propietat privada dels mitjans de producció.

En resum, Marx, Engels i Proudhon, des de diferents perspectives dins del pensament socialista, van coincidir en una crítica fonamental a la propietat privada tal com es manifestava en el sistema capitalista del seu temps. Marx i Engels van advocar per la seva abolició i socialització dels mitjans de producció, mentre que Proudhon va denunciar-la com a robatori i va proposar models alternatius basats en la possessió i l'associació. Les seves idees van tenir un impacte durador en els moviments socials i polítics que buscaven transformar les relacions de propietat.

##### 6. Més dels Segles XIX–XX

###### León Duguit (1859–1928)
León Duguit  va ser un Jjurista francès que introdueix el concepte de funció social de la propietat:
«Il n’existe pas de droit subjectif de propriété ; il existe une fonction sociale.»

(No existeix un dret subjectiu de propietat; existeix una funció social.)
Duguit trenca amb la visió liberal clàssica: la propietat no és un dret absolut, sinó una institució legitimada només si serveix a la societat.

La seva tesi va influir directament en les constitucions modernes que reconeixen la «funció social de la propietat» (com la d’Espanya de 1978 o Itàlia de 1947).
«Le propriétaire n’a pas un droit, il a une fonction.»

(El propietari no té un dret, té una funció.)

##### 7. Segle XXI

###### Jeremy Rifkin (1945–)
Jeremy Rifkin defensa una societat postcapitalista on la propietat perd importància davant l’ús compartit (economia col·laborativa).
«Ownership of property in the traditional sense is becoming increasingly marginal to the functioning of the economy.»

(La propietat en el sentit tradicional és cada cop més marginal en el funcionament de l’economia.)
Rifkin sosté que estem passant d’una economia de propietat a una economia d’accés. És a dir, en lloc de posseir coses, cada cop més les usem temporalment (streaming, lloguers, serveis digitals, etc.).
«Access, not ownership, becomes the distinguishing feature of the new economy.»

(L’accés, no la propietat, és la característica distintiva de la nova economia.)
Això implica un canvi de paradigma: la propietat ja no és central per a l’estatus social ni la producció; el valor es troba en la connectivitat i serveis, no en la tinença.

###### Thomas Piketty (1971–)
Thomas Piketty, economista que denuncia la concentració de la propietat i el capital; proposa impostos globals per redistribuir riquesa.
Obra: Le Capital au XXIe siècle (El capital al segle XXI), 2013 Thomas Piketty
Citació:
«Quand le taux de rendement du capital dépasse durablement le taux de croissance de la production et du revenu, le capitalisme engendre mécaniquement des inégalités insoutenables.»

(Quan el rendiment del capital supera de forma sostinguda el creixement econòmic i dels ingressos, el capitalisme genera desigualtats insostenibles.)
Piketty demostra amb dades que el sistema actual concentra cada cop més la propietat i la riquesa en mans d’una minoria.
La seva crítica no és a la propietat en si, sinó a l’acumulació hereditària i passiva del capital.

Defensa una imposició global progressiva sobre el capital per garantir justícia i evitar que la propietat sigui una barrera estructural a la igualtat.:
«Une fiscalité progressive sur le capital est indispensable pour éviter une spirale d’inégalités.»

(Una fiscalitat progressiva sobre el capital és indispensable per evitar una espiral d’injustícies.)

## El dret real de propietat
Els drets reals existeixen quan el Dret objectiu admet la possibilitat que una persona tingui interès sobre una cosa del món exterior i protegeix aquest interès. Es poden definir com aquells drets patrimonials que atribueixen al seu titular un poder directe sobre una cosa determinada i imposen a tothom el deure de respectar-ho. Els drets reals poden ser plens com el de la propietat o limitats quan el titular es reparteix amb el propietari les facultats que es poden fer amb la cosa. Tot això amb el pressuposat que hi ha un sistema que admet el dret de propietat.
El subjecte dels drets reals pot ser una persona o vàries. En aquest cas es tracta d'una comunitat de titulars, amb la figura de la copropietat. L'objecte sobre el qual recau el dret real és la cosa, tant corporal com incorporal. Es poden, per tant, constituir drets reals sobre els béns immaterials com obres literàries, científiques o invencions, que s'agrupen en els conceptes de propietat intel·lectual i propietat industrial. El contingut és el poder que confereix cada dret real.
L'ordenament estableix uns pressupostos a partir dels quals protegeix als qui els compleixen i els considera com a titulars dels drets reals. Per protegir al titular dels drets reals sobre béns immobles, hi ha establerts uns pressupostos de publicitat que permeten el coneixement i protecció, facilitant el tràfic. En destaca el Registre de la propietat que com a regla general protegeix a qui té inscrit el seu dret en aquest registre.
La possessió és la simple tinença d'una cosa, o d'un dret real, independentment del títol que la pugui justificar, que pot no existir. La possessió es pot referir a la propietat o a un altre dret real com podria ser una servitud de pas. L'article 348 del Codi Civil espanyol defineix la propietat com el dret de gaudir i disposar d'una cosa, sense més limitacions que les establertes en les lleis. Antecedent immediat, el Codi Civil francès que defineix el dret de propietat en l'article 544, com el dret a gaudir i disposar de les coses de la manera més absoluta, sempre que no se'n faci un ús prohibit per lleis o reglaments.
Les facultats que el propietari té sobre la cosa són:
- La lliure disposició, facultat d'alienar la cosa de forma onerosa, com pot ser una compravenda o gratuïtament, amb una donació. També pot disposar per gravar-la amb altres drets reals, com un usdefruit sobre el bé.[11]
- Lliure aprofitament, inclou el dret d'ús, de gaudir-ne o de consumir-lo si es tracta d'un bé consumible.[12]
- Tinença i reivindicació si en fos desposseït davant del posseïdor no propietari, per la reclamació el propietari ha d'identificar la cosa i la seva titularitat.[13]

### Funció social de la propietat
Aquestes definicions corresponen a una concepció liberal del dret de propietat, del moment en què es va aprovar el codi civil, amb una disposició d'una cosa de la forma més absoluta. Avui dia aquesta concepció s'ha adaptat, la propietat d'un bé aprofita el seu propietari, però l'ús del bé ha d'estar d'acord amb l'interès de la comunitat. L'art 541-2 del Codi Civil català en reconeix de forma expressa la funció social del dret de propietat.
Les tendències actuals en la consideració del dret de propietat són amb l'aplicació de l'estat social de dret, diferents de les que imperaven en el moment de la promulgació dels codis civils. La propietat es considera ara, no només lligada en el seu exercici per l'interès comú, sinó que afecta veritables obligacions, autèntics deures socials. L'element social penetra en la propietat individual no només en el que pot afectar limitacions en extensió i exercici del dret de propietat sinó de forma activa imposant al propietari obligacions i responsabilitats que demani l'interès general. Suposa un pas de l'antiga visió individualista com a dret del titular a una concepció solidària, un dret que crea obligacions i que ha de ser exercit en consideració no només a la utilitat del propietari sinó considerant la utilitat general.

## Dret de propietat en el Codi civil de Catalunya
La Llei 5/2006, del 10 de maig, del Llibre Cinquè del Codi Civil de Catalunya, relatiu als drets reals, aporta una regulació, pròpia de Catalunya, d'institucions fonamentals en el dret de coses, com són la possessió, la propietat i les situacions de comunitat, especialment l'anomenada propietat horitzontal, i introdueix la regulació dels drets de vol i d'hipoteca. Les seves disposicions tenen caràcter de dret comú a Catalunya. El llibre cinquè és format per 382 articles. D'acord amb la Primera Llei del Codi Civil, el llibre cinquè es distribueix en sis títols, que estableixen unes disposicions generals, i en el seu títol IV tracta sobre el dret de propietat. El títol IV estableix una regulació general del dret de propietat que, quan és adquirida legalment, atorga als titulars el dret a usar de forma plena i exclusiva els béns que en constitueixen l'objecte i a gaudir-ne i disposar-ne, però sempre d'acord amb la seva funció social i dins dels límits i amb les restriccions que estableixen les lleis.
L’article 541-1 del Codi Civil Català, fa referència al concepte del dret de propietat:
“1. La propietat adquirida legalment atorga als titulars el dret a usar de forma plena els béns que en constitueixen l’objecte i a gaudir-ne i disposar-ne.
2. Els propietaris conserven les facultats residuals que no s'han atribuït a terceres persones per llei o per títol.”
L’art 541-2 CCCat, reconeix de forma expressa la funció social del dret de propietat, de forma que “les facultats que atorga el dret de propietat s'exerceixen, d’acord amb la seva funció social, dins dels límits i amb les restriccions que estableixen les lleis.”